# Aulacoserica boeri
Aulacoserica boeri är en skalbaggsart som beskrevs av Moser 1917. Aulacoserica boeri ingår i släktet Aulacoserica och familjen Melolonthidae. Inga underarter finns listade.